# Marcelle Marcel
Marcelle Marcel fue una actriz de cine, radio, teatro y televisión argentina.

## Carrera
Marcel, que nació en la localidad bonaerense de Bragado, a temprana edad se trasladó, junto con sus padres, a la Capital Federal. Integró el Victory Ballet de Victoria Garabato.
Fue una prestigiosa actriz y diva cinematográfica que brilló durante la época dorada cinematográfica argentina, junto con actores de la talla de Niní Marshall, Tita Merello, Pepita Muñoz, Luis Tasca, Ricardo Trigo, Nathán Pinzón, Eduardo Rudy, Margarita Corona y Ricardo Lavié, entre otros.
En radio se destacó en varios radioteatros o animaciones junto con Jaime Font Saravia, emitidos en Radio El Mundo.

### Filmografía
- 1945: Santa Cándida
- 1950: Captura recomendada
- 1951: Buenos Aires, mi tierra querida
- 1955: Mercado de abasto................................Amanda Dominguez, cuñada de Paulina
- 1973: Las dos culpas de Bettina.[3]

### Televisión
Dentro de dicho medio actuó en el ciclo Teatro de Myriam de Urquijo, en 1973.

### Teatro
Integró por años el elenco del Teatro San Martín y el Teatro Nacional, donde participó en obras como Vampiresas, La casa de Bernarda Alba, La comedia del amor, La nona, Los pilares de la sociedad, Noche de reyes y La mujer del panadero.
Hizo temporadas de revista en el Teatro Maipo y  en el Teatro Comedia. En 1941 integra la "Compañía Argentina de Revistas Cómicas Alberto Anchart- Blanquita Amaro- Severo Fernández", junto con Lolita Torres ("El alma de España hecha canción"), Chola Luna, Oscar Villa, Rafael García, Nené Cao, Sarita Antúnez y Eduardo de Labar.
Se volcó luego a la comedia, integrando las compañías de Mecha Ortiz,, Pepe Arias y Malvina Pastorino. En 1943 actuá en la obra Don Fernández. Con la Compañía Argentina de Comedias Pepe Arias. Con Malvina Pastorino, María Armand, Juan Serrador, Leticia Scuri, María Santos, Adolfo Linvel, Alberto Bello (hijo), Humberto de la Rosa, Alberto Bello, Francisco Audenino, Carlos Pamplona y gran elenco. En 1946 integra la "Compañía de Comedia Josefína Díaz de Artigas - Manuel Collado", haciendo la obra Amada mía.
A fines de 1952 participó de la obra Un árbol para subir al cielo de Fermín Chávez, bajo la Compañía de la primera actriz Lola Membrives.
En 1953 actuó en El patio de la morocha de Cátulo Castillo y Aníbal Troilo, bajo la dirección de Román Vignoly Barreto y en el Teatro Presidente Alvear. Con un amplio reparto como Milagros Senisterra, Gregorio Podestá, Elisardo Santalla, Jorge de la Riestra, Inés Murray, Alberto Alat, Pedro Maratea, Aída Luz, Mario Danesi y Pierina Dealessi. Esta obra se estrenó en pleno gobierno peronista (segunda presidencia de Juan Domingo Perón).
Trabajó con maestros de la escena como María Luisa Robledo, Hilda Suárez, Alicia Berdaxagar, Pedro Maratea y Agustín Irusta.
En 1988 participó en La ópera de dos centavos estrenada en el Teatro San Martín, junto con un importante elenco como Daniel Suárez Marzal, Gui Gallardo, Gustavo Luppi, Lidia Catalano, Laura Liss, Víctor Laplace, Sergio Corona, Roberto Carnaghi, Susana Rinaldi, Elba Fonrouge, Alicia Bellán, Mima Araujo, Fernanda Nucci, Juan Carlos Pérez Sarre y María Inés Pereyra.